# Plasma germinativo

Teoria do plasma germinativo de August Weismann, de 1892. O material hereditário, o plasma germinativo, é transmitido somente pelas gônadas. As células somáticas (do corpo) se desenvolvem novamente em cada geração a partir do plasma germinativo.

Plasma germinativo (em alemão: Keimplasma) é um conceito biológico desenvolvido no século XIX pelo biólogo alemão August Weismann. Ele afirma que as informações hereditárias são transmitidas apenas pelas células germinativas nas gônadas (ovários e testículos), e não pelas células somáticas. A ideia relacionada de que as informações não podem passar das células somáticas para a linha germinativa, ao contrário do lamarckismo, é chamada de barreira de Weismann [en]. Até certo ponto, essa teoria antecipou o desenvolvimento da genética moderna.

## História
O termo Keimplasma (plasma germinativo) foi usado pela primeira vez pelo biólogo alemão August Weismann (1834-1914) e descrito em seu livro de 1892 Das Keimplasma: eine Theorie der Vererbung (O plasma germinativo: uma teoria da herança). Sua teoria afirma que os organismos multicelulares consistem em células germinativas que contêm e transmitem informações hereditárias e células somáticas que realizam funções corporais comuns. Na teoria do plasma germinativo, a herança em um organismo multicelular ocorre somente por meio das células germinativas: os gametas, como óvulos e espermatozoides. Outras células do corpo não funcionam como agentes de hereditariedade. O efeito é unidirecional: as células germinativas produzem células somáticas e mais células germinativas; as células germinativas não são afetadas por nada que as células somáticas aprendam ou por qualquer habilidade que o corpo adquira durante sua vida. As informações genéticas não podem passar das células somáticas para o plasma germinativo e para a próxima geração. Isso é chamado de barreira de Weismann [en]. Essa ideia, se verdadeira, exclui a herança de características adquiridas, conforme proposto por Jean-Baptiste Lamarck, como outros antes dele, e aceito por Charles Darwin tanto em A Origem das Espécies quanto como parte de sua teoria da pangênese da herança.
No entanto, uma leitura cuidadosa do trabalho de Weismann ao longo de toda a sua carreira mostra que ele tinha visões mais sutis. Ele insistia, como Darwin, que um ambiente variável era necessário para causar variação no material hereditário. Como a informação genética não pode passar das células somáticas para o plasma germinativo, ele acreditava que essas condições externas causavam efeitos diferentes nas células somáticas e no plasma germinativo. Assim, afirma o historiador da ciência Rasmus G. Winther, Weismann não era um Weismanniano, pois ele, assim como Darwin, acreditava na herança de características adquiridas, o que mais tarde veio a ser conhecido como lamarckismo.
A parte da teoria de Weismann que se mostrou mais vulnerável foi sua noção de que o plasma germinativo (efetivamente, os genes) era sucessivamente reduzido durante a divisão das células somáticas. Com o desenvolvimento da genética moderna, ficou claro que essa ideia é errônea na maioria dos casos. Casos como o da ovelha Dolly provaram, por meio da transferência nuclear de células somáticas, que as células adultas retêm um conjunto completo de informações - em oposição à perda gradual de informações genéticas cada vez mais determinada por Weismann -, colocando esse aspecto da teoria de Weismann como uma regra geral do desenvolvimento dos metazoários. Entretanto, a informação genética é prontamente perdida pelas células somáticas em alguns grupos de animais por meio do processamento do genoma somático [en]. O exemplo mais conhecido é o dos nematoides, nos quais o fenômeno da diminuição da cromatina foi descrito pela primeira vez por Theodor Boveri em 1887.
A ideia foi, até certo ponto, antecipada em um artigo de Francis Galton de 1865, publicado na Macmillan's Magazine, que apresentou uma versão fraca do conceito. Em 1889, Weismann escreveu para reconhecer que “Você expôs em seu artigo uma ideia que, em um ponto essencial, é quase aliada à ideia principal contida em minha teoria da continuidade do plasma germinativo”.

## Visão moderna
A ideia da barreira de Weismann, ou seja, que as mudanças adquiridas durante a vida de um organismo não podem afetar seus descendentes, ainda é amplamente aceita. Isso foi estendido em termos moleculares como o dogma central da biologia molecular, que afirma que as informações escritas na forma de proteínas não podem ser retroalimentadas em informações geneticamente transmissíveis codificadas em ácidos nucleicos.
A noção de Weismann de que as células germinativas não são afetadas pelas células somáticas ou por seu ambiente está, no entanto, provando não ser absoluta. A modificação química das bases de nucleotídeos que constituem o código genético, como a metilação de citosinas, bem como as modificações das histonas em torno das quais o DNA é organizado em estruturas de ordem superior, são influenciadas pelo estado metabólico e fisiológico do organismo e, em alguns casos, podem ser hereditárias. Essas mudanças são chamadas de epigenéticas porque não alteram a sequência de nucleotídeos.